# Tułkowice (rejon mościski)
Tułkowice (ukr. Толуковичі) – wieś na Ukrainie, w rejonie jaworowskim (do 2020 roku w rejonie mościskim) obwodu lwowskiego.

## Historia
Dawniej wieś w powiecie mościskim.